# Мечі та чортівня
Мечі та чортівня (англ. Swords and Deviltry) — збірка із 4 оповідань Фріца Лайбера в жанрі меч і чари, що вийшла 1970 року в американському видавництві «Ace Books».
Хронологічно перша збірка про героїв Фафгрда та Сірого Мишолова.

## Оповідання
| Назва                     | назва                 | рік  |
| ------------------------- | --------------------- | ---- |
| «Вступ»                   | «Induction»           | 1957 |
| «Снігові жінки»           | «The Snow Women»      | 1970 |
| «Нечестивий Грааль»       | «The Unholy Grail»    | 1962 |
| «Лиха зустріч у Ланкмарі» | «Ill Met in Lankhmar» | 1970 |

## Сюжет
Історії Фафхрда та Сірого Мишолова розповідають про життя двох злодійських, але симпатичних авантюристів, які мандрують у фантастичному світі Невона. Історії цієї збірки знайомлять із героями в момент їхньої зустрічі («Вступ»), представляють випадки з їхнього життя до знайомства, під час яких вони зустрічають своїх перших коханих (Фафхрд у «Снігові жінки», Сірий Мишолов у «Нечестивий Грааль»), і розповідають, як пізніше в місті Ланкмар вони зустрілися і об'єднали зусилля, і втратили свої перші кохання через конфронтацію з місцевою Гільдією злодіїв («Лиха зустріч у Ланкмарі»).